# Ion Negoiță
Ion Negoiță (n. 2 ianuarie 1945, Salcia Tudor) este un general de armată (r), având gradul de colonel înaintea trecerii în rezervă în luna ianuarie 2000. A avut funcția de șef al Direcției Organizare, Mobilizare și Planificare Resurse în Ministerul Administrației și Internelor și a activat în cadrul Corpului de Control al Ministrului de Interne.